# Mahmutlar

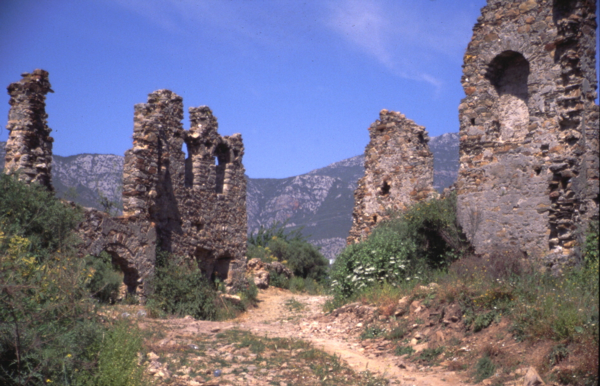
ruiny antycznego miasta Naula

Mahmutlar − miasto w Turcji w prowincji Antalya, na Riwierze Tureckiej, nad Morzem Śródziemnym. Ze względu na turystyczny charakter miasta liczba mieszkańców mocno waha się ze względu na porę roku, w lecie osiąga 50 - 60.000 podczas gdy zimą spada do 15.000. W mieście oprócz obywateli Turcji przebywa na stałe ok. półtora tysiąca Holendrów, Irlandczyków i Niemców.
Główną gałęzią gospodarki Mahmutlaru jest turystyka oraz rolnictwo (uprawa bananów i warzyw).
W obrębie miasta znajdują się ruiny antycznego miasta Naula. Zachowały się fragmenty amfiteatru, świątyni, dwóch wież obserwacyjnych oraz licznych mniejszych budowli właściwych dla miasta z okresu Bizancjum.